# Pedro Canário
Pedro Canário is een gemeente in de Braziliaanse deelstaat Espírito Santo. De gemeente telt 24.404 inwoners (schatting 2009).

## Verkeer en vervoer
De plaats ligt aan de noord-zuidlopende weg BR-101 tussen Touros en São José do Norte. Daarnaast ligt ze aan de weg ES-209.